# هادي العامري
هادي العامري هو سياسي عراقي. شغل منصب وزير النقل والمواصلات سابقا، وعضو في مجلس النواب العراقي، يتولى في الوقت الحاضر قيادة منظمة بدر وقيادة كتائب في الحشد الشعبي.

## التاريخ
أبو حسن هادي فرحان عبد الله العامري الحاصل على البكلوريوس في الإحصاء من جامعة بغداد عام 1976 بدأ مشوار العامري مع المعارضة الشيعية مطلع الثمانينات، عندما غادر العراق بعد إعدام المفكر محمد باقر الصدر إلى سوريا، وهناك اتصل ب المجلس الإسلامي الأعلى بقيادة محمد باقر الحكيم ثم سافر إلى إيران، وأمضى كل السنوات التي تلت هناك وشارك في الحرب الإيرانية العراقية لكن مع الإيرانيين وشارك في تأسيس فيلق بدر الذي كانت له عدة عمليات في جنوب العراق ومنطقة الأهوار فيما عرف فيما بعد بـ مجاهدي الأهوار ونتيجة لذلك قام نظام صدام حسين بتجفيف الأهوار.
اختير وزيراً للنقل في حكومة المالكي.

فاز مع ائتلاف دولة القانون والذي يتزعمه رئيس الوزراء العراقي السابق نوري المالكي ب22 مقعداً من كتلة بدر النيابية وكان الأقرب للظفر بمنصب وزير الداخلية لولا التوافقات السياسية التي أفضت إلى تولي نائبه الغبان للمنصب.
بعدها إبتعد عن مجالس بغداد السياسية وأضواء الحكم وتفرغ تماماً للعمل العسكري الميداني قائداً لكتائب الحشد الشعبي حيث قام بالقتال في ناحية جرف النصر التابعة لمحافظة بابل بالكامل من داعش وبعدها توجه إلى مناطق شمال شرق ديالى كالمقدادية والسعدية ليتم تحرير محافظة ديالى بالكامل من سيطرة داعش تنظيم الدولة الإسلامية ثم تولى بنفسه فك الحصار عن ناحية آمرلي في محافظة صلاح الدين. وفي يوم 6 مارس أعلن تطهير قضاء الدور في محافظة صلاح الدين من عناصر تنظيم داعش قاد بنفسه العملية العسكرية لتطويق الفلوجه حيث تم من خلال هذه العملية تحرير الكسارات والنباعي والصقلاوية وتحرير الجسر الياباني

## حادثة الطائرة
في عام 2014 أثناء شغله لموقع وزير النقل أعلنت شركة طيران الشرق الأوسط اللبنانية أن إحدى طائراتها منعت من الهبوط في مطار بغداد وأنها أجبرت على العودة إلى بيروت لأنها لم تقل مهدي ابن الوزير العامري.

## اتهامات
أُتهم بالتعاون والتحالف مع إيران، كما اتهمه معارضو النظام العراقي بارتكاب انتهاكات لحقوق الإنسان بسبب قيادته منظمة بدر التي وشملت الاتهامات منظمة بدر أثناء قتالها للمتطرفين في منطقة وسط العراق، وشملت هذه الانتهاكات بحسب وسائل إعلام عربية أبناء الوسط من العرب السنة حيث نقلت هذه الوكالات (بدون مصادر موثقة في تقاريرها الصحفية) عن آرين أيفرز، الباحثة في منظمة هيومن رايتس ووتش لحقوق الإنسان، إن منظمة بدر مسؤولة عن انتهاكات «منهجية» مشيرة إلى أن الاتهامات الموجهة ضد بدر تمتد من خطف الأشخاص واعدامهم جماعيًا إلى تهجير السنة من بيوتهم ثم نهبها وحرقها، وفي بعض الحالات تسوية قرى كاملة مع الأرض. العامري لم ينكر هذه الانتهاكات، لكنه قلَّل من خطورتها، قائلًا: «بالطبع، كانت هناك أخطاء وأنا متأكد من أنه ما زالت هناك أخطاء». وأشار إلى أن مرتكبي هذه الانتهاكات متطوعون جدد لم يتلقّوا التدريب اللازم. وحذرت ايفرز من أن الانتهاكات المستمرة أشد مدعاة للقلق بعد أن تولت منظمة بدر رسميًا قيادة وزارة الداخلية. وقالت الباحثة في منظمة هيومن رايتس ووتش: «نشاهد إضفاء طابع رسمي على حكم الميليشيات في العراق»., أما تهم الفساد فنقلت عن أحد المواقع الثقافية وبدون توثيق رسمي لهذه الاتهامات وتحدثت عن تهم سرقة 4 مليارات دولار أمريكي من خلال إنشاءه شركة خاصة باسم أحد قيادي بدر التي يرأسها العامري تتولى شراء وقود الطائرات من مصفى الدورة بأسعار زهيدة وبيعها للطائرات العراقية بأسعار عالية خلافا للقانون خلال عمله وزيرا للنقل في الاعوام 2010 الئ 2014.. بالإضافة الى ذلك إتهُم السيد هادي العامري بالتعاون مع الجانب الكويتي في اتفاقية تنظيم الملاحة وإعطاء ذريعة للكويت بالإستحواذ على جزء من خور العبد الله، بالإضافة الى موافقته على الربط السككي بين العراق والكويت عندما كان وزيراً للنقل، وهذا ما يرفضه اكثر العراقيين بإعتبار ان الربط السككي سوف يساعد الكويت في تعزيز موقع ميناء مبارك الذي يؤدي الى خنق الممر الملاحي المتجه للعراق وبالتالي خسارة العراق إقتصادياً وإعتماده على الموانئ الكويتية.